# Agustín Jerónimo de Iturbide
Titres
Prétendant au trône du Mexique
19 juillet 1824 – 10 avril 1864
(39 ans, 8 mois et 22 jours)
Prince impérial du Mexique
22 juin 1822 – 19 mars 1823
(8 mois et 25 jours)
Prince impérial du Mexique
14 juillet – 19 juillet 1824
(5 jours)
Agustín Jerónimo de Iturbide y Huarte, prince impérial du Mexique, né le 30 septembre 1807 à Valladolid, en Nouvelle-Espagne, et mort le 11 décembre 1866 à New York, aux États-Unis, est l’héritier présomptif du Premier Empire mexicain pendant le règne de son père l’empereur Augustin Ier du Mexique et un membre de la maison impériale d’Iturbide. Plus tard, il est officier militaire en Amérique du Sud, et connaît une période de diplomate des États-Unis mexicains dans les ambassades de Londres et de New York. Après la mort de son père, il prend le nom d’Augustin II comme « empereur titulaire » du trône du Mexique. 
Le 19 mai 1822 il fut proclamé héritier de la couronne en même temps que son père Agustín de Iturbide montait sur le trône, et reçut les titres de prince impérial et chevalier de l'ordre de Guadalupe. À la chute de l'empire (1823), il fut proclamé empereur sous la régence de sa mère puis exilé avec ses parents en Europe. L'année suivante, il accompagne son père lorsque ce dernier retourne au Mexique. Arrêté par les forces républicaines, il est de nouveau exilé tandis que son père est jugé puis fusillé. Il repart par la suite en Colombie, et devient une personne de confiance du président Simón Bolívar. Il combat dans les rangs des indépendantistes à la bataille de Ayacucho et fut aussi un diplomate pour le Mexique à Londres,. En 1864, lors de l'avènement du Second Empire, il « abdique » et renonce officiellement à ses droits au trône en faveur de l'archiduc Maximilien.

## Premières années

### Naissance

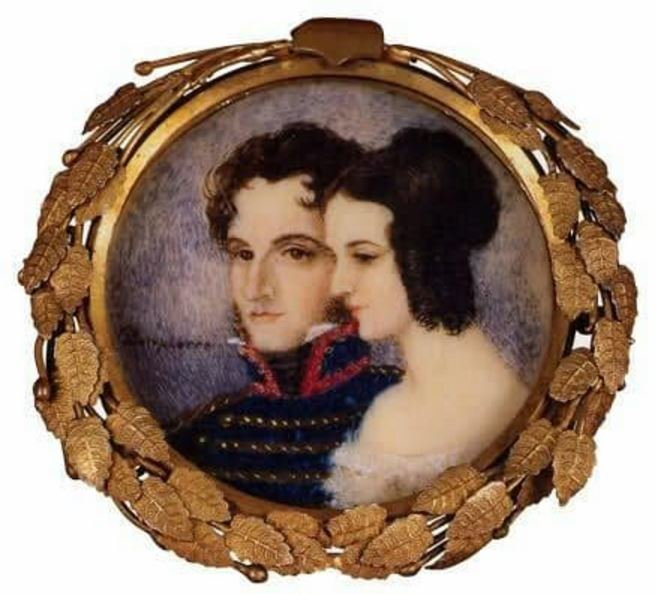
Portrait des parents d’Agustín Jerónimo : Agustín de Iturbide et Ana María Huarte y Muñiz.

Agustín Jerónimo de Iturbide y Huarte est né dans la ville de Valladolid dans l'État de Michoacán en Nouvelle-Espagne. Ses parents, Agustín de Iturbide et Ana María Huarte y Muñiz, étaient des aristocrates hispano-basques et possédaient de grandes étendues de terres agricoles dont les deux haciendas d'Apeo et Guaracha. 

### Famille
Aîné d'une fratrie de dix enfants, il a cinq sœurs et cinq frères. Il a passé ses premières années avec sa mère et d'autres frères et sœurs sur leurs deux haciendas, car son père combattait dans la guerre d'indépendance mexicaine et n'était pas souvent à la maison avec ses enfants. Finalement, il réussit à bâtir une coalition militaire et politique et réussit à s'emparer de Mexico le 27 septembre 1821, mettant définitivement fin à la guerre. Après l'indépendance, Iturbide est nommé président du conseil de régence, qui a choisi la régence de cinq personnes qui gouvernerait temporairement le Mexique nouvellement indépendant. La junte comptait trente six membres qui auraient le pouvoir législatif jusqu'à la convocation d'un congrès.

## Prince impérial du Mexique

### Avènement de l’Empire
Iturbide contrôlait à la fois les membres de cette junte et les sujets qu'elle considérait. Cette junte serait responsable de négocier l'offre du trône du Mexique à un prince européen. Les membres de l'ancien mouvement insurgé ont été exclus de ce gouvernement. Le 19 mai 1822, son père a été élu empereur du Mexique par le Congrès mexicain. Le jeune Agustín serait devenu si étourdi qu'il pouvait à peine se tenir debout quand il a appris la nouvelle de l'élection de son père comme empereur de la nouvelle nation. 

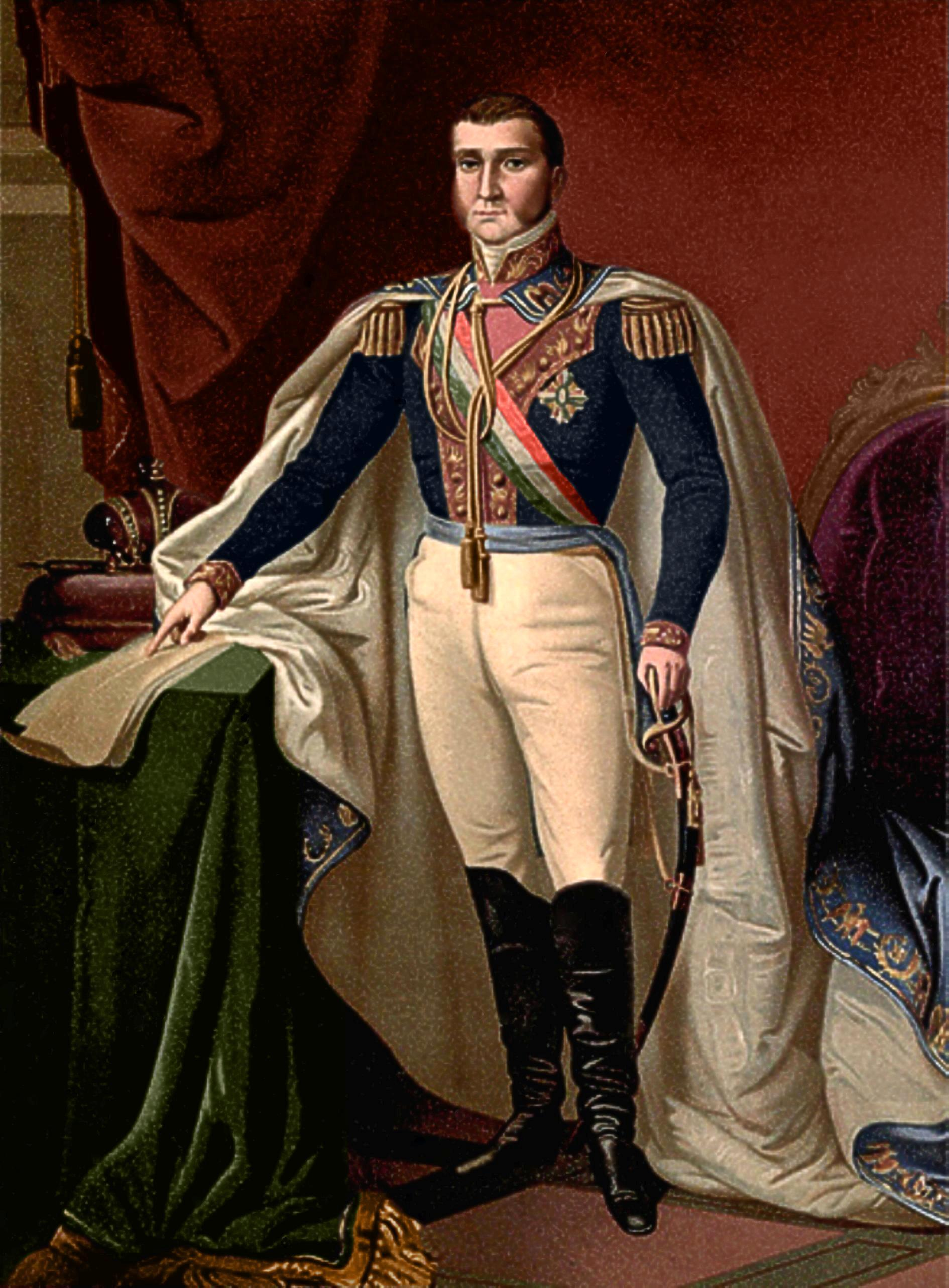
Portrait de l’empereur Augustin Ier.

Le Congrès constituant, réuni à partir du 24 février 1822, décrète le 22 juin 1822. Par conséquent, la nation appelle à la succession de la couronne, par décès de l'actuel empereur, son fils aîné. Le jeune Agustín fut ainsi nommé héritier apparent du trône avec le titre de prince impérial du Mexique, qui venait avec le style d'Altesse impériale et le titre honorifique de « Don ». Tous ses autres frères et sœurs ont reçu le titre de prince ou de princesse du Mexique, avec le style d'Altesse. La nouvelle famille impériale a emménagé dans le palais d'Iturbide à Mexico, où Agustín de Iturbide avait vécu auparavant, lorsqu'il était président de la régence. 

### L’abdication de son père et l’exil
Des factions du Congrès commencèrent à critiquer brutalement l'empereur Augustin Ier et sa politique. Face à ces critiques, l'Empereur décida de dissoudre le Congrès le 31 octobre 1822. Cette décision déplut à des chefs militaires locaux, tels que Guadalupe Victoria et Antonio López de Santa Anna, commandant de la garnison de Veracruz qui sera plus tard président du Mexique. Santa Anna et ses troupes se révoltèrent contre l'Empereur et proclamèrent la République le 1er décembre en la ville de Veracruz. Face à la rébellion de Santa Anna, Augustin Ier chercha à obtenir l'aide de l'Église, mais décida finalement de renoncer au trône. Il présenta son abdication au Congrès dans la nuit du 19 mars 1823 avant de fuir vers l'Italie. La Première République fédérale succéda au Premier Empire mexicain.
En route pour l'exil, la famille impériale est escortée par l'ancien chef insurgé Nicolás Bravo. Le 11 mai 1823, l'ex-empereur monte à bord du navire britannique Rawlins en route vers Livourne, en Italie (qui faisait alors partie du grand-duché de Toscane) accompagné de sa femme, de ses enfants et de quelques domestiques. Là, il loue une petite maison de campagne et commence à écrire ses mémoires, connues sous le nom de Manifiesto de Liorna.

## Chef de la Maison impériale

### Héritier d’un empire dissout
En exil, l'ex-empereur a été approché par une coalition catholique de nations qui cherchaient à obtenir son aide dans une campagne pour affaiblir le Mexique indépendant. Refusant d'être un pion de l'Espagne, Iturbide a décliné l'offre. L'Espagne a alors fait pression sur la Toscane pour expulser Iturbide. Par la suite, la famille déménage à Londres. Des informations faisant état d'une nouvelle tentative espagnole de reprendre le Mexique sont parvenues à Iturbide, alors en exil en Angleterre. L'empereur envoya le mot au congrès à Mexico le 13 février 1824 offrant ses services en cas d'attaque espagnole. Mais le Congrès ne lui fournit aucune réponse. Des factions politiques plus conservatrices au Mexique ont finalement convaincu l'empereur vaincu de revenir, pour rétablir l'ordre et mettre fin à la période d'« anarchie républicaine ».

### Restauration et mort d’AugustinIer
L'empereur décida de retourner au Mexique et débarqua à Soto la Marina (es), Tamaulipas le 14 juillet 1824, accompagné de sa femme et de son fils aîné. Ils ont d'abord été accueillis avec enthousiasme par la population aux cris de « Vive l'Empereur ! ». Celui-ci leur jura fidélité, leur promettant ainsi de revenir au pouvoir et de mettre fin aux crises et aux inquiétudes de certains. Iturbide retrouve ses partisans ainsi que quelques sympathisants conservateurs membres du Congrès. Il est alors décidé à reprendre le pouvoir et reprend le titre d'« empereur de la Nation ». Il promet également l'écriture d'une nouvelle constitution et l'organisation d'élections législatives. Malgré une forte popularité, l'empereur est mis aux arrêts. Le parlement local met en place un procès et, après multes réflexions, condamne Iturbide à la peine de mort. Il est fusillé par les autorités locales le 19 juillet 1824. 
Après l’exécution de son père, le prince Agustín Jerónimo, déjà proclamé « empereur » sous le nom d'Augustin II, est de nouveau exilé avec sa mère. Les derniers fidèles d'Iturbide sont également arrêtés afin de mettre définitivement fin à l'épopée impériale.

### Au service de Bolívar

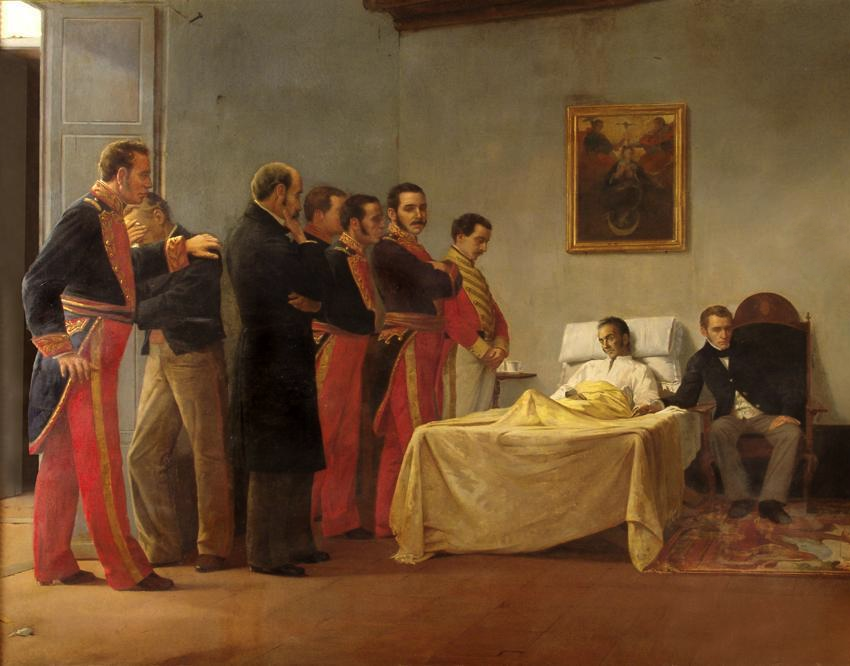
Peinture représentant la mort de Simón Bolívar. Iturbide est présent dans l’assistance.

Le nouveau chef de la famille impériale termine ses études à Londres et reçoit une lettre de recommandation disant qu'il est « un bon fils, un bon frère et un bon patriote qui utilise ses expériences et ses richesses pour Dieu et pour le bien ». 
Après seulement quelques années, Don Agustín quitte le Royaume-Uni et se rend en Colombie où il rencontre finalement Simón Bolívar, le chef militaire et politique de l'indépendance, avec lequel il se lie d'amitié. Par la suite, le prince est nommé adjudant général par Bolívar. Lorsque le ministre mexicain des Affaires étrangères s'est plaint de la présence du prince impérial en Amérique du Sud, Bolívar qui voulait seulement protéger le jeune et malheureux prince, a répondu ceci : « Vous devez calmer votre esprit devant sa présence, car il ne concourrait pas pour le trône de son père pour mille raisons ». Don Agustín a accompagné Bolívar jusqu'à ses derniers instants de vie et il est décrit dans le rapport officiel sur la mort du héros : « Bolívar s'appuya sur son ami et assistant, le prince Iturbide, quand il l'aida à monter les escaliers jusqu'à sa chambre juste avant la tombée de la nuit ». En 1831, le Congrès mexicain lève le décret de bannissement sur l'ancienne famille impériale et le prince retourne, avec sa famille et ses partisans, au Mexique. 

### Retour au Mexique

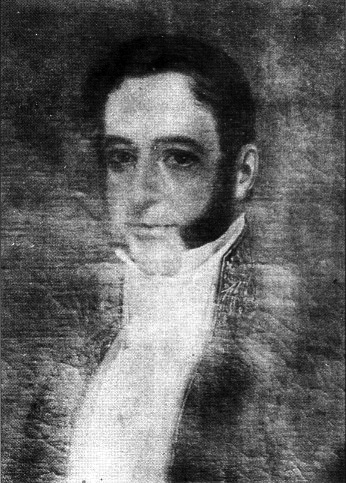
Portrait du prince Agustín Jeronimo, dans les années 1840.

À son retour au pays, il prend la tête du parti conservateur et s'investit sous le gouvernement du président conservateur, Anastasio Bustamante, ancien fidèle de l'Empire. Il servit d'abord à l'ambassade du Mexique aux États-Unis, poste qu'il conservera jusqu'au 19 mars 1833, puis est transféré à Londres où il reste en poste jusqu'en 1835. Au déclenchement de la guerre américano-mexicaine, il décida de participer à la défense de sa patrie. Lors de la bataille de Padierna les 19 et 20 août 1847, il prend le commandement de la Celaya Regiment et tente d'encourager ses hommes avec son fameux cri patriotique : « Avec moi les garçons ! Mon père est le père de notre indépendance ».
Populaire après la fin de la guerre, il s'oppose au président Santa Anna et reçoit de nombreuses demandes de conservateurs voulant le retour de la monarchie. Son engagement politique le met cependant en danger et il fait l'objet d'une tentative d'assassinat raté. Après la révolution d'Ayutla et la chute de Santa Anna, il tente de prendre la tête du parti conservateur afin de s'opposer au parti libéral mais il est battu par le libéral Ignacio Comonfort. Engagé dans la guerre de la réforme (1858–1860), il apporte son soutien au gouvernement conservateur de Félix María Zuloaga. 

## Second Empire et mort

### Renoncement au trône en faveur de l’archiduc Maximilien

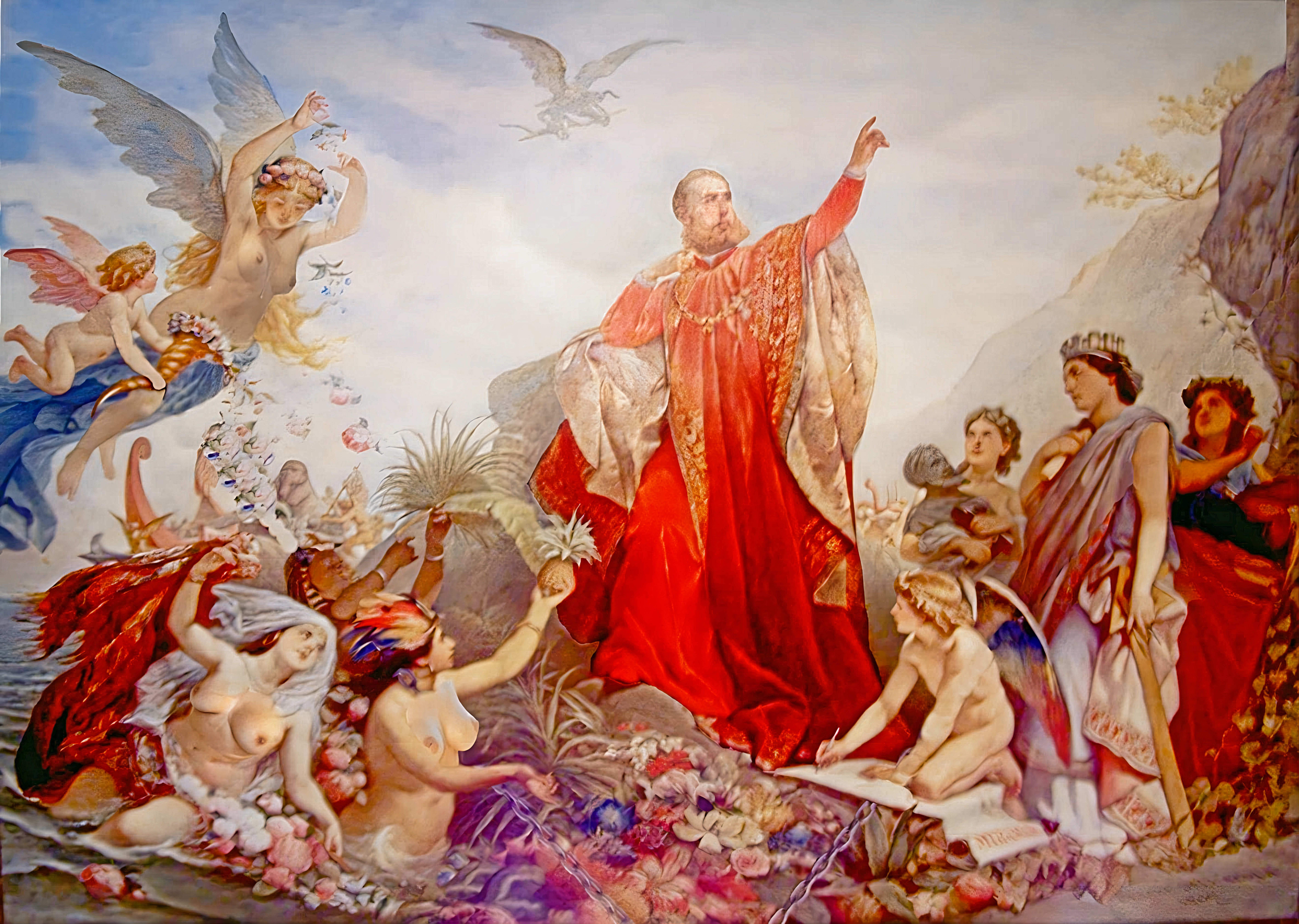
Apothéose de l’empereur Maximilien Ier.

Lorsque la monarchie mexicaine fut rétablie en tant que Second Empire mexicain avec l'archiduc Maximilien de Habsbourg comme empereur sous le nom de Maximilien Ier, Don Agustín, pour permettre la restauration impériale, renonça à ses droits sur le trône mexicain en faveur de l'archiduc. À la demande du conseil de régence, présidé par Juan Nepomuceno Almonte, le prince Agustín, désormais reconnu comme « Majesté impériale » par le nouveau régime, abdique officiellement désignant Maximilien comme son héritier naturel. Par la suite, il approuve la demande du nouvel empereur d'adopter deux de ses neveux, les princes Agustín de Iturbide y Green et Salvador de Iturbide y Marzán. 

### Décès
Don Agustín s'éteint le 11 décembre 1866, lors d'un séjour à New York. Il avait été une figure importante dans les deux monarchies impériales et a été largement négligé lorsqu'il travaillait au service du Mexique en tant que diplomate et chef de parti, mais a acquis une certaine notoriété en servant sous Simón Bolívar. Contrairement aux désirs de l'empereur Maximilien, le prince impérial a été enterré à Philadelphie aux côtés de sa mère. 

## Descendance
Avec sa liaison avec Nicolasa Fernández de Piérola, une femme d'Arequipa au Pérou, il a engendré une fille appelée Doña Jesusa d'Iturbide. Cette dernière épouse plus tard le président péruvien Nicolás de Piérola, qui est également son cousin. Elle fut ainsi première dame de la République du Pérou de 1879 à 1881 puis de 1895 à 1899. 

## Titres et honneurs

### Titulature
- 19 mai 1822 — 19 mars 1823 : Son Altesse impériale le prince impérial du Mexique ;
- 19 mars 1823 — 14 juillet 1824 : Son Altesse impériale Agustín Jerónimo ;
- 14 juillet 1824 — 19 juillet 1824 : Son Altesse impériale le prince impérial du Mexique ;
- 19 juillet 1824 — 10 avril 1864 : Sa Majesté impériale Augustin II, « empereur du Mexique » ;
- 10 avril 1864 — 11 décembre 1866 : Son Altesse impériale le prince Iturbide.

### Honneurs
- Chevalier (première classe) de l’ordre de Notre-Dame de Guadalupe
- Chevalier de l’ordre impérial de l’Aigle mexicain